# Juan Cañete
Juan León Cañete (ur. 27 lipca 1929) – piłkarz paragwajski, napastnik.
Cañete jako piłkarz klubu Club Presidente Hayes był w kadrze reprezentacji podczas finałów mistrzostw świata w 1950 roku, gdzie Paragwaj odpadł w fazie grupowej. Nie zagrał w żadnym meczu.
Był w kadrze reprezentacji podczas turnieju Copa América 1955, gdzie Paragwaj zajął przedostatnie, piąte miejsce. Cañete nie wystąpił w żadnym spotkaniu.
Rok później, podczas turnieju Copa América 1956, gdzie Paragwaj znów zajął piąte, przedostatnie miejsce, Cañete także pełnił jedynie rolę piłkarza rezerwowego.
W turnieju Copa América 1959 Paragwaj zajął trzecie miejsce. Były to ostatnie mistrzostwa kontynentalne, w których w skład kadry Paragwaju wchodził Cañete. Także i tym razem nie pokazał się na boisku.
Cañete grał w klubach brazylijskich – Botafogo FR i CR Vasco da Gama – z którymi kilkakrotnie zdobył mistrzostwo stanu Rio de Janeiro.